# سكوت دورانت
سكوت دورانت (بالإنجليزية: Scott David Durant)‏ هو مجدف بريطاني، ولد في 12 فبراير 1988 في لوس أنجلوس في الولايات المتحدة.

## وصلات خارجية
- سكوت دورانت على موقع الاتحاد الدولي للتجديف (الإنجليزية)
- سكوت دورانت على موقع اللجنة الأولمبية الدولية (الإنجليزية)
- سكوت دورانت على موقع أوليمبيديا (الإنجليزية)
- سكوت دورانت على موقع اللجنة الأولمبية البريطانية (الإنجليزية)